# 光复道街道
光复道街道，是中华人民共和国天津市河北区下辖的一个街道办事处。天津意式风情区和天津站海河广场位于其辖区内。

## 行政区划
光复道街道下辖以下地区：
北岸华庭社区、林古里社区、爱琴海社区、庆安街社区、建国道社区、昌海里社区、瑞海名苑社区、君临天下社区和旺海公府社区。